# ウラル連邦大学

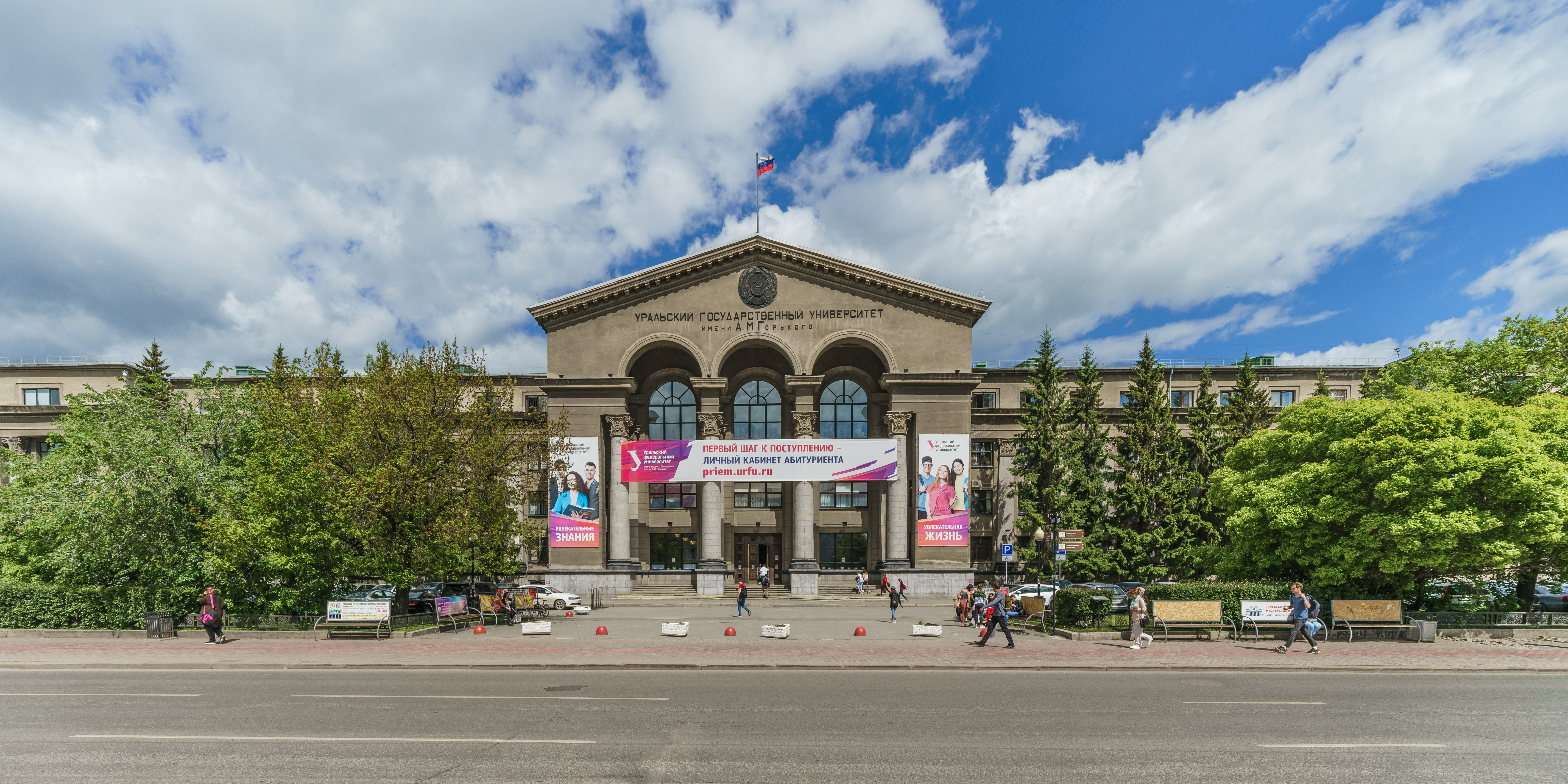
ウラル連邦大学の建物（もとウラル国立大学の本部建物）

ウラル連邦大学（ウラルれんぽうだいかく、ロシア語: Уральский федеральный университет、略称：ロシア語: УрФУウルフー）は、ロシア連邦ウラル連邦管区の本部があるシベリアの大都市エカテリンブルクにある連邦大学である。2010年にウラル国立大学とウラル国立工科大学が合併して、設立された。
ロシアの大学の研究レベルを世界並みに上げる目的の5-100プロジェクトに、連邦大学ではシベリア連邦大学、バルト連邦大学と共に指定されている。

## 合併前の二国立大学
ウラル連邦大学前身は、ロシア・ウラル連邦管区スヴェルドロフスク州の州都エカテリンブルクに設立されていた二大学、ウラル国立大学とウラル工科大学である。

### ウラル国立大学
ウラル国立大学（略称：УрГУ）は1920年の創立で、創立者のひとりである作家のマクシム・ゴーリキーの名称が付けられた。人文科学系の大学であった。

### ウラル国立工科大学
ウラル国立工科大学（略称：УГТУ-УПИ）は1930年にウラル国立大学から理工科系学部が分れて設立されて、後にボリス・エリツィン大統領の名称が付けられた。2010年にウラル国立大学と吸収合併してウラル連邦大学となる前は、ウラル工科大学は2,170名の研究者、教授を擁し、学生の総数は23,100名にも及んでいた。

## ウラル連邦大学
2010年、ウラル国立工科大学がウラル国立大学を吸収合併して、ウラル連邦管区を代表する連邦大学となり、ウラル連邦大学が誕生した。
合併後、ロシアの大学5校をTHE世界大学ランキング、世界大学学術ランキングなどの評価で世界で100位以内にするという、大学の研究レベルを世界並みに上げる目的の5-100プロジェクトにも指定されている。
神戸市外国語大学など、海外の大学との交流も盛んである。

## 参照項目
- 連邦大学 (ロシア)
- ディアトロフ峠事件